# 山口祐之
山口 祐之（やまぐち ひろゆき、旧姓・市橋、1972年8月15日 - ）は、日本の元バレーボール選手、現指導者。

## 来歴
長野県長野市出身。中学1年次よりバレーボールを始め、長野県代表として1987年のさわやか杯に出場した。高校は県内の強豪校である岡谷工業高等学校に進学し、1990年にインターハイでは準優勝に輝き、自らも優秀選手賞を獲得した。大学は筑波大学に進学し、在学中に全日本インカレでベスト4を3度果たした。
一方、国際大会では1989年に世界ユース、1991年に世界ジュニア、1995年にはユニバーシアードなどに出場した。
1994年に新日鐵ブレイザーズの内定選手となり、10年にわたり中心選手として活躍した。2001/02シーズンからはチーム主将となり、2004/05シーズンには兼任コーチとなった。2005年に堺を退団したが、2007/08シーズンから女子畑に転じて、デンソーエアリービーズのコーチに就任した。2011年には全日本女子ジュニアのコーチに就任、同年に全日本女子のサーブ担当コーチに就任し、五輪で28年ぶりとなる銅メダル獲得に導いた。
2014/15シーズンからデンソーの監督に昇格した。2015/16シーズンはVチャレンジリーグ降格を経験する。2016/17シーズンに1年でVプレミアリーグ復帰を果たす。2017年5月、川北元監督招聘をもって退任となりゼネラルマネージャーに就任した。

## 受賞歴
- 2000年 - 第6回Vリーグ ベスト6[8]
- 2002年 - V・サマーリーグ MVP[9]
- 2005年 - 第54回黒鷲旗全日本選手権 ベスト6

## 所属クラブ
- 長野市立東部中学校
- 岡谷工業高等学校
- 筑波大学（1991-1995年）
- 堺ブレイザーズ（1995-2005年）

## 指導者歴
- 堺ブレイザーズ（2004-2005年） 選手兼コーチ
- デンソーエアリービーズ（2007-2017年）
  - コーチ（2007-2014年）
  - 監督（2014-2017年）